# Silver Surfer (série télévisée d'animation)
 (février 2022).
Si vous disposez d'ouvrages ou d'articles de référence ou si vous connaissez des sites web de qualité traitant du thème abordé ici, merci de compléter l'article en donnant les références utiles à sa vérifiabilité et en les liant à la section « Notes et références ».
L'Incroyable Hulk Les Nouvelles Aventures de Spider-Man
Silver Surfer est une série télévisée d'animation américaine en 13 épisodes de 26 minutes, créée par Tony Pastor Jr. et Larry Brody d'après le personnage de Stan Lee et Jack Kirby. Elle a été diffusée entre le 7 février 1998 et le 16 mai 1998 dans le bloc de programmation Fox Kids. Cinq épisodes de la série d'animation Les Quatre Fantastiques (Fantastic Four) (1994-1996) constituent des crossover avec la série Silver Surfer. C'est la sixième série du Marvel Animated Universe (MAU).
En France, elle a été diffusée en 1999 sur Fox Kids, et rediffusée à partir du 20 décembre 2003 dans TFou.

## Synopsis
Uatu le Gardien raconte l'histoire de l'univers jusqu'au jour où Norrin Radd devient le Surfer d'Argent. Sur la planète Zenn-La, les habitants d'une grande avancée technologique et spirituelle vivaient paisiblement, quand Uatu les avertit de l'arrivée imminente de Galactus. Le chef de la planète tente une première prise de contact, sans résultat. Ils envoient alors Norrin Radd négocier le sort de leur planète.

## Fiche technique
- Réalisation et animation : Larry Brody
- Animation par ordinateur : Dale Hendrickson
- Scénaristes : Larry Brody, Chris Kane
- Producteurs : Roy Allen Smith, Tom Mclaughlin
- Producteurs exécutifs : Avi Arad, Stan Lee, Eric S. Rollman
- Montage : John C. Walts
- Directeur artistique : Dale Hendrickson
- Effets sonores : Andrew Muson
- Effets spéciaux : Saban Entertainment's Silver Surfer (Kristen Fitzner, Susan Ishida, Geoffrey Kater, Don L. McCoy, Arabian Nazel, Emanuel Stone, Brian Thomas, Gina Di Bari, Robert J. Baldwin, Kevin Carney, Adam Chrystie, Joe Clasen)

## Voix originales
- Paul Essiembre : Silver Surfer/Norrin Radd
- Camilla Scott : Shalla-Bal
- Colin Fox : Uatu the Watcher
- Dennis Akayama : Watcher Prime
- Lawrence Bayne : Zedaro
- Bernard Behrens : Nietre
- Rick Bennett : Votrick
- David Calderisi : Kiar
- Michael Copeman : Maciag
- Len Doncheff : Raze
- Don Francks : Kalok
- Howard Jerome : Geatar
- Lorne Kennedy : Voice of Sphere
- Alyson Court : Amber
- Shirley Douglas : Infectia
- Robert Bockstael : Pip the Troll
- Nicole Oliver : Gamma
- Tara Rosling : Nova (Frankie Raye)
- Gary Krawford : Thanos
- John Neville : Eternity
- Elizabeth Shepherd : Infinity
- Aron Tager : Master of Zenn-La
- James Blendick : Galactus
- Valerie Buhagiar : Shellaine
- Jennifer Dale : Nebula
- Lori Alan : The Invisible Woman
- Quinton Flynn : Human Torch
- Chuck McCann : The Thing
- Beau Weaver : Mr. Fantastic
- David Hemblen : The Supreme Intelligence Kree
- Roy Lewis : Ego the Living Planet
- Karl Pruner : Beta Ray Bill
- Alison Sealy-Smith : Gamora
- Cedric Smith : Mentor
- Norm Spencer : Drax the Destroyer
- Oliver Becker : Adam Warlock
- Lally Cadeau : Lady Chaos

## Voix françaises
- Jean-Pierre Falloux : Surfeur d'Argent
- Patrick Floersheim : Uatu
- Élisabeth Fargeot : Shalla-Bal
- Patrice Keller : Galactus
- Marie-Laure Dougnac : Nova (Frankie Raye)
- Luc Bernard : Thanos
- Maurice Sarfati : le vieux sage
- Juliette Degenne : Infinité (en)
- Hervé Jolly : Éternité
- Paul Bisciglia : Ego

## Épisodes
1. L'origine du Surfer d'Argent (The Origin of the Silver Surfer, Part 1)
2. L'origine du Surfer d'Argent (The Origin of the Silver Surfer, Part 2)
3. L'origine du Surfer d'Argent (The Origin of the Silver Surfer, Part 3)
4. La planète du Docteur Moreau (The Planet of Dr. Moreau)
5. La bibliothèque universelle (Learning Curve, Part 1)
6. La bibliothèque universelle (Learning Curve, Part 2)
7. Rêve ou réalité (Innervisions)
8. Anticorps (Antibody)
9. Une question de survie (Second Foundation)
10. Une justice expéditive (Radical Justice)
11. La bataille éternelle (The Forever War)
12. Retour sur Zenn-La (Return to Zenn-La)
13. Le commencement de la fin (The End of Eternity)

### Scripts
Épisodes écrits pour une deuxième saison, mais jamais produits
1. The End of Eternity, Part 2
2. Soul Hunter, Part 1
3. Soul Hunter, Part 2
4. Battlecry
5. The Hunger
6. Down to Earth, Part 1
7. Down to Earth, Part 2
8. Down to Earth, Part 3

### Crossover avecFantastic Four
- 5. The Silver Surfer & the Coming of Galactus, Part 1
- 6. The Silver Surfer & the Coming of Galactus, Part 2
- 13. The Silver Surfer & the Return of Galactus
- 21. When Calls Galactus
- 26. Doomsday